# Iglesia de San Andrés (Mantinos)
La iglesia de San Andrés se encuentra en el municipio de Mantinos, en la provincia de Palencia, Castilla y León.

## Historia
La fecha de construcción del templo es del año 1777, si bien se sabe que fue construida aprovechando los restos materiales procedentes de la espadaña de un templo más antiguo. Estos restos se emplearon como sillares para levantar la torre.

## Exterior
El presbiterio se cubre con bóveda de crucería, lo que nos parece indicar que existió otra con anterioridad. Está construida a base de mampostería y ladrillo, dispone de una sala nave dividida en tres tramos que se cubren con bóvedas de cañón con lunetos. 

## Interior
Destaca, en el lado de la Epístola, una buena escultura de Santa Águeda del siglo XVIII. El retablo mayor del presbiterio es salomónico, con el tabernáculo con escultura de San Pedro y San Pablo. Dispone también de una escultura de San Andrés del siglo XVII y otra de San Antón del siglo XVIII.

## Horario de visitas
Las llaves están disponibles para el visitante que lo precise.
- Datos: Q5909856